# Pereta
Pereta è una frazione del comune italiano di Magliano in Toscana, nella provincia di Grosseto, in Toscana.

## Geografia fisica
La frazione è situata a nord del capoluogo, lungo la strada che conduce a Scansano.

## Storia
Il borgo fu edificato dagli Aldobrandeschi tra il X e l'XI secolo, divenendo un importante centro militare posto a guardia di un passaggio stradale obbligato che collegava la costa con la montagna. Tuttavia, dai ritrovamenti archeologici avvenuti intorno al borgo, sembrerebbe che la vita vi si svolgesse già in epoca etrusca e romana. La memoria più antica rimane comunque un atto notarile datato 8 agosto 1032. Dal documento s'apprende infatti che Albizio del fu Pietro vendette a Signoretto del fu Otto un pezzo di terra a Pereta, nel Contado Rosellense, con tutte le case, vigne e terre, per il prezzo di venti soldi d'argento. Benché legato alle vicende politiche e militari degli Aldobrandeschi, Pereta non fu mai alle loro dirette dipendenze. Infatti nel 1203 troviamo il borgo sotto il potere di un certo Messer Francesco, sebbene il conte Ildebrandino VIII ne rivendicasse il possesso. Ancora, in una bolla papale del 1216 risulta che i lasciti su Pereta, la chiesa di San Bruzio a Magliano, l'oliveto ed un casale sull'Osa, vengono riconfermati dal pontefice Onorio III all'abbazia di Sant'Antimo di Montalcino.
Nel 1238 l'esercito senese prende d'assalto questo castello insieme a quello del Collecchio, di Magliano e Montiano, occupando così quella fascia costiera, punto base per lanciare l'ultimo attacco decisivo a Sovana, sede principale dei conti. Tuttavia nel 1274, dopo anni di varie lotte, questi feudi vengono recuperati dagli Aldobrandeschi e, nella storica divisione di quello stesso anno, Pereta passa sotto il possesso del conte Ildebrandino di Santa Fiora. Questi ultimi anni del XIII secolo si concludono con le vicende della contessa Margherita e Nello Pannocchieschi che, tra il 1220 e il 1225 circa, vissero in questo luogo. Con l'inizio del XIV secolo, il declino degli Aldobrandeschi va sempre più assumendo serie dimensioni e benché molti castelli siano ancora sotto i loro domini, sono questi per lo più governati liberamente da nobili famiglie forestiere. È il caso di Pereta, che già agli inizi di questo nuovo secolo risulta in possesso del conte di Donoratico. Una sentenza pronunciata in Pereta, del 20 marzo 1344, rivela infatti che: ... in detto anno Priore di Naddo da Cetona, Castellano in Pereta del conte di Donoratico, condannò Andreoccio di Guidone ad essergli tagliata la testa per aver ammazzato con coltello Andrea del già Bucetto di Pereta, entrambi cittadini di questo castello. Ma se il Conte di Donoratico amministrava il feudo, anche gli Aldobrandeschi dovevano possederne una parte, tanto che l'anno successivo, nello strumento della sottomissione a Siena dei conti Andrea e Giovanni, risulta tra l'altro che questi cedevano anche la terra di Pereta. Negli ultimi anni che seguirono si trovò il castello sprovvisto di governo, divenendo facile preda per briganti e predatori.
Nel 1377 il feudo di Pereta fu posseduto dai Papalini che vi mantenevano una grossa truppa di Brettoni, i quali scorrazzavano e predavano per tutta la Maremma e, dopo aver razziato il castello, l'abbandonarono in rovina. Tornato alla Camera Apostolica di Santa Chiesa, fu acquistato nel 1383 da un certo messer Giovanni Minucci, cittadino senese e cameriere di papa Urbano V, che lo cedette in seguito a suo fratello messer Francesco detto il "Fonda". Il governo di costui non piaceva ai peretani che segretamente tentarono di allearsi ai Conti Aldobrandeschi ma, quando tal Messer Francesco s'accorse del complotto, fece chiamare il Conte Tancredo di Modigliana che, con l'esercito senese, dopo aver recuperato la fortezza di Fabia, occupata dalla Compagnia dei Predatori, s'impadronì facilmente delle terre di Pereta, sottoponendole all'ubbidienza di Siena a condizioni però che, una volta terminato lo Scisma, avrebbe restituito quella terra alla Camera Apostolica. Alla conclusione dello scisma i senesi non mantennero i patti e il 21 febbraio 1474, essendo trascorsi novant'anni che possedevano quel fondo, rinnovarono i Capitoli in possesso.
Con la dominazione senese si conclude il ciclo delle molteplici vicende militari da cui Pereta uscì in rovina e in gravi difficoltà economiche. Tuttavia, la Repubblica di Siena cercò di provvedere al recupero del fondo, il centro urbano fu arricchito di nuovi edifici pubblici e privati, gli artisti senesi abbellirono chiese e residenze signorili ma soprattutto fu cinta di nuove mura che andarono a racchiudere tutte quelle strutture sorte al dì fuori dell'antico borgo, ingrandendo e potenziando così l'antico Castrum aldobrandesco. Passato sotto il dominio dei Medici, con i nuovi ordinamenti Pereta viene riconfermata in Podesteria rimanendo tale sino a che, nel XIX secolo, verrà aggregata al nuovo comune di Magliano.

## Monumenti e luoghi d'interesse

### Architetture religiose
- Chiesa di San Giovanni Battista, chiesa parrocchiale della frazione, è stata edificata in epoca medievale e ristrutturata in epoche successive, e si presenta al suo interno in stile barocco.
- Pieve di Santa Maria Assunta, antica pieve del borgo, venne edificata nel XV secolo.
- Cappella di San Giuseppe, situata nei pressi di San Giovanni, è stata costruita nel 1876.

### Architetture civili
- Torre dell'Orologio, imponente struttura che domina la parte alta del paese, si tratta di uno degli edifici più antichi di Pereta. Realizzato nel XV secolo, in arenaria bruna, è alta 29 metri[2] e si presenta a pianta quadrata.[3] Qui secondo una leggenda si recarono Margherita Aldobrandeschi e Nello Pannocchieschi.[4] Per altri invece vi rinchiusero Pia de' Tolomei.[5]

### Architetture militari
- Mura di Pereta, antica struttura difensiva del borgo, ne sopravvivono alcuni tratti. L'accesso al centro storico, delimitato dalla doppia cinta muraria, è possibile dalla parte bassa attraverso la pregevole Porta di Ponente merlata di origini tardomedievali che crea uno scenario suggestivo a coloro che percorrono la strada proveniente da Magliano in Toscana. La parte bassa del paese, relativamente più moderna rispetto alla parte alta, presenta i resti di una cinta muraria distinta rispetto a quella che circonda il nucleo più antico superiore.

## Società

### Evoluzione demografica
Quella che segue è l'evoluzione demografica della frazione di Pereta. Sono indicati gli abitanti dell'intera frazione e dove è possibile la cifra riferita al solo capoluogo di frazione. Dal 1991 sono contati da Istat solamente gli abitanti del centro abitato, non della frazione.
| Anno | Abitanti | Abitanti       |
| Anno | Frazione | Centro abitato |
| ---- | -------- | -------------- |
| 1718 | 152      | -              |
| 1745 | 222      | -              |
| 1833 | 362      | -              |
| 1845 | 425      | -              |
| 1921 | 813      | -              |
| 1931 | 843      | -              |
| 1961 | 706      | 459            |
| 1981 | 417      | 292            |
| 2001 | -        | 182            |
| 2011 | -        | 157            |

## Economia
I dintorni del paese sono ricchi di affioramenti di minerali come cinabro, da cui si estrae il mercurio, ed antimonite, che è il principale minerale dell'antimonio. Il primo è stato estratto fino al 1971 dalla miniera di Cerreto Piano, il secondo, con fasi alterne, fino agli anni'80 dalla miniera di Zolfiere che nell'antichità forniva zolfo. Queste due miniere abbandonate sono molto note tra i mineralogisti ed i collezionisti di minerali in quanto hanno fornito, oltre a stupendi campioni di antimonite e zolfo, anche minerali rarissimi come la klebelsbergite, la peretaite o la minyulite.

## Infrastrutture e trasporti
La frazione è posizionata lungo la strada provinciale 160 Amiatina, già strada statale 323, che collega la piana di Albinia e l'entroterra collinare di Scansano e Magliano con il Monte Amiata.

## Galleria d'immagini

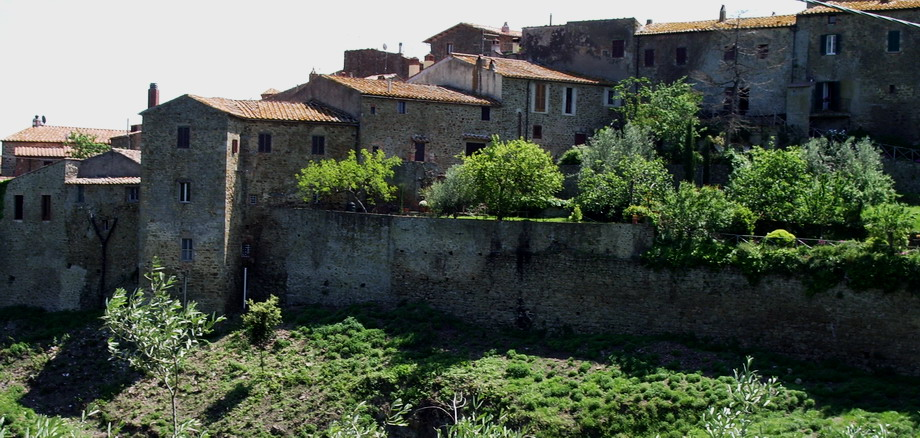
Le mura esterne
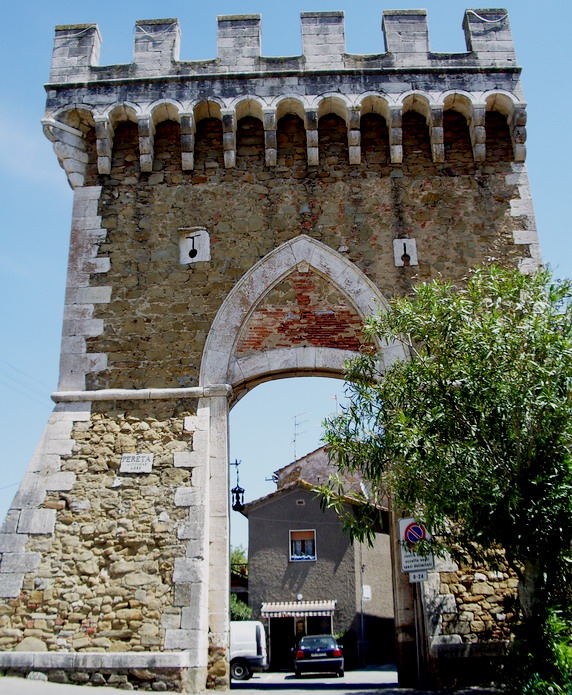
Lato esterno della Porta di Ponente
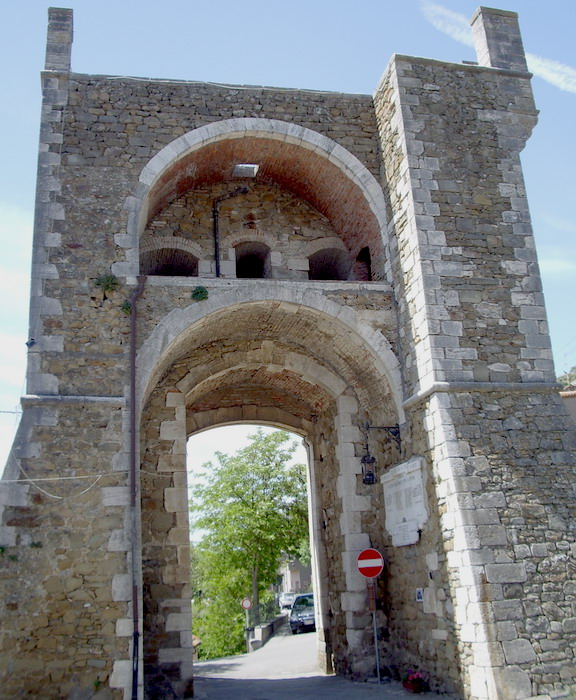
Lato interno della Porta di Ponente
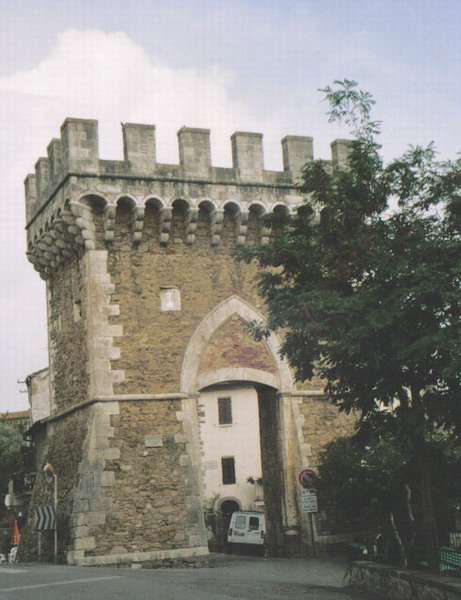
La porta
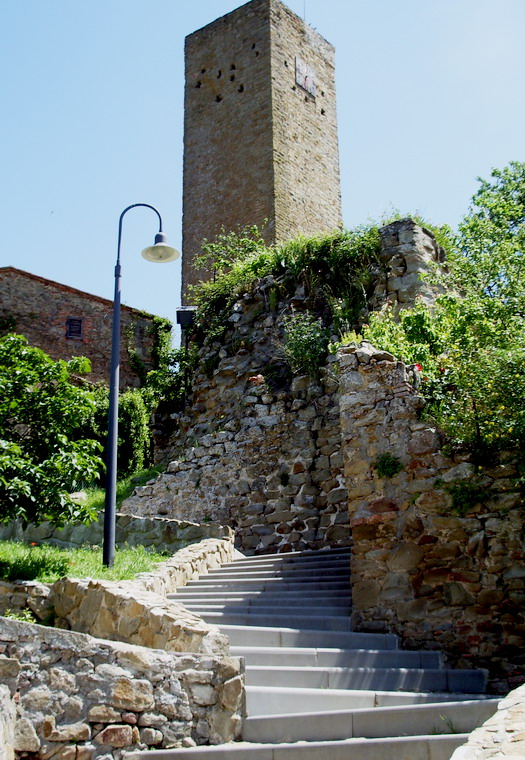
La Torre dell'Orologio